# Houssam Ghacha
Houssam Ghacha (en arabe : حسام غشة) est un footballeur international algérien né le 25 octobre 1995 à Ouled Djellal. Il évolue au poste d'ailier droit à l'USM Alger.

## Biographie
Le 17 juillet 2018, Ghacha fait ses débuts à l'ES Sétif en étant titularisé lors de la phase de groupe de la Ligue des champions de la CAF 2018 contre la Difaâ El Jadida. Ghacha se met immédiatement en évidence en délivrant une passe décisive et en inscrivant le but gagnant à la 89e minute, pour donner la victoire à Sétif 2-1.
Ghacha reçoit sa première sélection en équipe d'Algérie le 27 décembre 2018, en amical contre le Qatar (victoire 0-1).
Le 9 février 2021, il se met en évidence en inscrivant un doublé en première division, sur la pelouse du CA Bordj Bou Arreridj. Son équipe l'emporte sur le large score de 1-5.
Après une Saison 2020/21 réussie avec notamment 10 buts et 9 passe décisives, il rejoint le club turc d'Antalyaspor.

## Statistiques

### En club
| Saison                | Club                  | Championnat           | Championnat | Championnat | Championnat | Coupe nationale | Coupe nationale | Coupe nationale | Coupe de la Ligue | Coupe de la Ligue | Coupe de la Ligue | Supercoupe | Supercoupe | Supercoupe | Compétition(s) continentale(s) | Compétition(s) continentale(s) | Compétition(s) continentale(s) | Compétition(s) continentale(s) | Autres compétitions | Autres compétitions | Autres compétitions | Autres compétitions | Algérie | Algérie | Algérie | Total | Total | Total |
| Saison                | Club                  | Division              | M.          | B.          | P.d.        | M.              | B.              | P.d.            | M.                | B.                | P.d.              | M.         | B.         | P.d.       | Comp.                          | M.                             | B.                             | P.d.                           | Comp.               | M.                  | B.                  | P.d.                | M.      | B.      | P.d.    | M.    | B.    | P.d.  |
| 2015-2016             | Amel Bou Saâda        | Ligue 2               | 20          | 0           | 0           | -               | -               | -               | -                 | -                 | -                 | -          | -          | -          | -                              | -                              | -                              | -                              | -                   | -                   | -                   | -                   | -       | -       | -       | 20    | 0     | 0     |
| 2016-2017             | Amel Bou Saâda        | Ligue 2               | 27          | 2           | 0           | -               | -               | -               | -                 | -                 | -                 | -          | -          | -          | -                              | -                              | -                              | -                              | -                   | -                   | -                   | -                   | -       | -       | -       | 27    | 2     | 0     |
| Sous-total            | Sous-total            | Sous-total            | 47          | 2           | 0           | -               | -               | -               | -                 | -                 | -                 | -          | -          | -          | -                              | -                              | -                              | -                              | -                   | -                   | -                   | -                   | -       | -       | -       | 47    | 2     | 0     |
| 2017-2018             | USM Blida             | Ligue 1               | 23          | 1           | 2           | 4               | 0               | 0               | -                 | -                 | -                 | -          | -          | -          | -                              | -                              | -                              | -                              | -                   | -                   | -                   | -                   | -       | -       | -       | 27    | 1     | 2     |
| 2018-2019             | ES Sétif              | Ligue 1               | 27          | 1           | 3           | 7               | 1               | 0               | -                 | -                 | -                 | -          | -          | -          | C1                             | 6                              | 2                              | 2                              | -                   | -                   | -                   | -                   | 1       | 0       | 0       | 41    | 4     | 5     |
| 2019-2020             | ES Sétif              | Ligue 1               | 18          | 7           | 4           | 4               | 1               | 4               | -                 | -                 | -                 | -          | -          | -          | -                              | -                              | -                              | -                              | -                   | -                   | -                   | -                   | -       | -       | -       | 22    | 8     | 8     |
| 2020-2021             | ES Sétif              | Ligue 1               | 25          | 10          | 7           | -               | -               | -               | 1                 | 1                 | 0                 | -          | -          | -          | C2                             | 4                              | 0                              | 0                              | -                   | -                   | -                   | -                   | -       | -       | -       | 30    | 11    | 7     |
| Sous-total            | Sous-total            | Sous-total            | 70          | 18          | 14          | 11              | 2               | 5               | 1                 | 1                 | 0                 | -          | -          | -          | -                              | 10                             | 2                              | 2                              | -                   | -                   | -                   | -                   | 1       | 0       | 0       | 93    | 23    | 21    |
| 2021-2022             | Antalyaspor           | Süper Lig             | 32          | 1           | 2           | 5               | 3               | 1               | -                 | -                 | -                 | 1          | 0          | 0          | -                              | -                              | -                              | -                              | -                   | -                   | -                   | -                   | -       | -       | -       | 38    | 4     | 3     |
| 2022-2023             | Antalyaspor           | Süper Lig             | 25          | 0           | 1           | 2               | 0               | 0               | -                 | -                 | -                 | -          | -          | -          | -                              | -                              | -                              | -                              | -                   | -                   | -                   | -                   | -       | -       | -       | 27    | 0     | 1     |
| Sous-total            | Sous-total            | Sous-total            | 57          | 1           | 3           | 7               | 3               | 1               | -                 | -                 | -                 | 1          | 0          | 0          | -                              | -                              | -                              | -                              | -                   | -                   | -                   | -                   | -       | -       | -       | 65    | 4     | 4     |
| 2023-2024             | ES Tunis              | Ligue 1 Pro           | 14          | 2           | 2           | -               | -               | -               | -                 | -                 | -                 | -          | -          | -          | C1+AFL                         | 13+4                           | 0                              | 0                              | UAFA                | 2                   | 0                   | 0                   | -       | -       | -       | 33    | 2     | 2     |
| 2024-2025             | USM Alger             | Ligue 1               | 32          | 6           | 1           | 5               | 1               | 2               | -                 | -                 | -                 | -          | -          | -          | C2                             | 10                             | 1                              | 2                              | -                   | -                   | -                   | -                   | -       | -       | -       | 47    | 8     | 5     |
| Total sur la carrière | Total sur la carrière | Total sur la carrière | 234         | 30          | 22          | 27              | 6               | 8               | 1                 | 1                 | 0                 | 1          | 0          | 0          | -                              | 37                             | 3                              | 4                              | -                   | 2                   | 0                   | 0                   | 1       | 0       | 0       | 303   | 40    | 34    |

## En sélection nationale
| Saison                | Sélection             | Phases finales        | Phases finales | Phases finales | Phases finales | Éliminatoires CDM | Éliminatoires CDM | Éliminatoires CDM | Éliminatoires CAN | Éliminatoires CAN | Éliminatoires CAN | Matchs amicaux | Matchs amicaux | Matchs amicaux | Total | Total | Total |
| Saison                | Sélection             | Compétition           | M              | B              | Pd             | M                 | B                 | Pd                | M                 | B                 | Pd                | M              | B              | Pd             | M     | B     | Pd    |
| --------------------- | --------------------- | --------------------- | -------------- | -------------- | -------------- | ----------------- | ----------------- | ----------------- | ----------------- | ----------------- | ----------------- | -------------- | -------------- | -------------- | ----- | ----- | ----- |
| 2018-2019             | Algérie               | CAN 2019              | -              | -              | -              | -                 | -                 | -                 | -                 | -                 | -                 | 1              | 0              | 0              | 1     | 0     | 0     |
| Total sur la carrière | Total sur la carrière | Total sur la carrière | -              | -              | -              | -                 | -                 | -                 | -                 | -                 | -                 | 1              | 0              | 0              | 1     | 0     | 0     |

### Matchs internationaux
Le tableau suivant liste les rencontres de l'équipe d'Algérie dans lesquelles Houssam Ghacha a été sélectionné depuis le 27 décembre 2018 jusqu'à présent.

## Palmarès
- Championnat de Tunisie en 2024
- Ligue des champions de la CAF
  - Finaliste :2024
- Coupe d'Algérie en 2025